# Temporada 1959-60 de los Detroit Pistons
La temporada 1959-60 fue la duodécima de los Pistons en la NBA, y la tercera en su nueva localización de Detroit, Míchigan. La temporada regular acabó con 30 victorias y 45 derrotas, clasificándose para los playoffs, en los que cayeron en las semifinales de división ante Minneapolis Lakers.

## Elecciones en elDraft
| Ronda | Puesto | Jugador       | Posición | Nacionalidad   | Universidad       |
| ----- | ------ | ------------- | -------- | -------------- | ----------------- |
| 1     | 2      | Bailey Howell | Alero    | Estados Unidos | Mississipi State* |
| 2     | 8      | Don Goldstein | Alero    | Estados Unidos | Louisville        |
| 3     | 16     | Gary Alcorn   | Pívot    | Estados Unidos | Fresno State      |
| 4     | 24     | George Lee    | Escolta  | Estados Unidos | Michigan          |
| 5     | 32     | Tony Windis   | Base     | Estados Unidos | Wyoming           |

## Temporada regular
| División Oeste       | División Oeste | División Oeste | División Oeste | División Oeste | División Oeste | División Oeste | División Oeste | División Oeste |
| Equipo               | G              | P              | %              | PD             | Casa           | Fuera          | Neutral        | Div            |
| -------------------- | -------------- | -------------- | -------------- | -------------- | -------------- | -------------- | -------------- | -------------- |
| x-St. Louis Hawks    | 46             | 29             | .613           | –              | 28–5           | 12–20          | 6–4            | 27–12          |
| x-Detroit Pistons    | 30             | 45             | .400           | 16             | 17–14          | 6–21           | 7–10           | 20–19          |
| x-Minneapolis Lakers | 25             | 50             | .333           | 21             | 9–15           | 9–21           | 7–14           | 17–22          |
| Cincinnati Royals    | 19             | 56             | .253           | 27             | 9–22           | 2–20           | 8–14           | 14–25          |

## Playoffs

### Semifinales de División
Detroit Pistons - Minneapolis Lakers
| Fecha       | Partido                                     | Ciudad      |
| ----------- | ------------------------------------------- | ----------- |
| 12 de marzo | Detroit Pistons 112, Minneapolis Lakers 113 | Detroit     |
| 13 de marzo | Minneapolis Lakers 114, Detroit Pistons 99  | Minneapolis |
|             | Minneapolis gana las series 2-0             |             |

## Estadísticas
| Rk | Jugador          | Edad | P  | PT | MP   | TC  | TCI  | %TC  | 3P | 3PI | %3P | TL  | TLI | %TL  | RO | RD | RT   | AS  | RB | TAP | BP | FP  | PTS  |
| 1  | Gene Shue        | 28   | 75 |    | 44.5 | 8.3 | 20.0 | .413 |    |     |     | 6.3 | 7.2 | .872 |    |    | 5.5  | 3.9 |    |     |    | 1.9 | 22.8 |
| 2  | Bailey Howell    | 23   | 75 |    | 31.3 | 6.8 | 14.9 | .456 |    |     |     | 4.2 | 5.6 | .739 |    |    | 10.5 | 0.8 |    |     |    | 3.8 | 17.8 |
| 3  | Walter Dukes     | 29   | 66 |    | 32.4 | 4.8 | 13.2 | .361 |    |     |     | 5.7 | 7.7 | .740 |    |    | 13.4 | 1.2 |    |     |    | 4.7 | 15.2 |
| 4  | Chuck Noble      | 28   | 58 |    | 27.9 | 4.8 | 13.3 | .357 |    |     |     | 1.7 | 2.4 | .732 |    |    | 3.5  | 4.6 |    |     |    | 3.0 | 11.3 |
| 5  | Ed Conlin        | 26   | 70 |    | 23.4 | 4.3 | 11.9 | .361 |    |     |     | 2.6 | 3.4 | .761 |    |    | 4.9  | 1.8 |    |     |    | 2.3 | 11.2 |
| 6  | Archie Dees      | 23   | 73 |    | 17.0 | 3.7 | 8.5  | .439 |    |     |     | 2.3 | 2.8 | .809 |    |    | 5.4  | 0.6 |    |     |    | 2.6 | 9.7  |
| 7  | Earl Lloyd       | 31   | 68 |    | 23.7 | 3.5 | 9.8  | .356 |    |     |     | 1.9 | 2.4 | .800 |    |    | 4.7  | 1.3 |    |     |    | 3.3 | 8.9  |
| 8  | Shellie McMillon | 23   | 75 |    | 18.9 | 3.6 | 8.4  | .426 |    |     |     | 1.8 | 2.7 | .663 |    |    | 5.7  | 0.7 |    |     |    | 2.6 | 8.9  |
| 9  | Dick McGuire     | 34   | 68 |    | 21.6 | 2.6 | 5.9  | .445 |    |     |     | 1.8 | 3.0 | .617 |    |    | 3.9  | 5.3 |    |     |    | 1.6 | 7.1  |
| 10 | Barney Cable     | 24   | 7  |    | 16.6 | 3.1 | 8.6  | .367 |    |     |     | 0.6 | 1.4 | .400 |    |    | 6.9  | 0.9 |    |     |    | 2.7 | 6.9  |
| 11 | Billy Kenville   | 29   | 25 |    | 14.6 | 1.9 | 5.2  | .359 |    |     |     | 1.3 | 1.6 | .805 |    |    | 2.8  | 1.8 |    |     |    | 1.2 | 5.1  |
| 12 | Tony Windis      | 27   | 9  |    | 21.4 | 1.8 | 6.7  | .267 |    |     |     | 0.4 | 0.7 | .667 |    |    | 5.2  | 3.6 |    |     |    | 2.2 | 4.0  |
| 13 | Gary Alcorn      | 23   | 58 |    | 11.6 | 1.6 | 5.4  | .292 |    |     |     | 0.8 | 1.4 | .571 |    |    | 4.8  | 0.4 |    |     |    | 2.1 | 4.0  |

## Galardones y récords
| Jugador   | Galardón                 |
| Gene Shue | Mejor quinteto de la NBA |